# St. Jakobus (Gottsdorf)

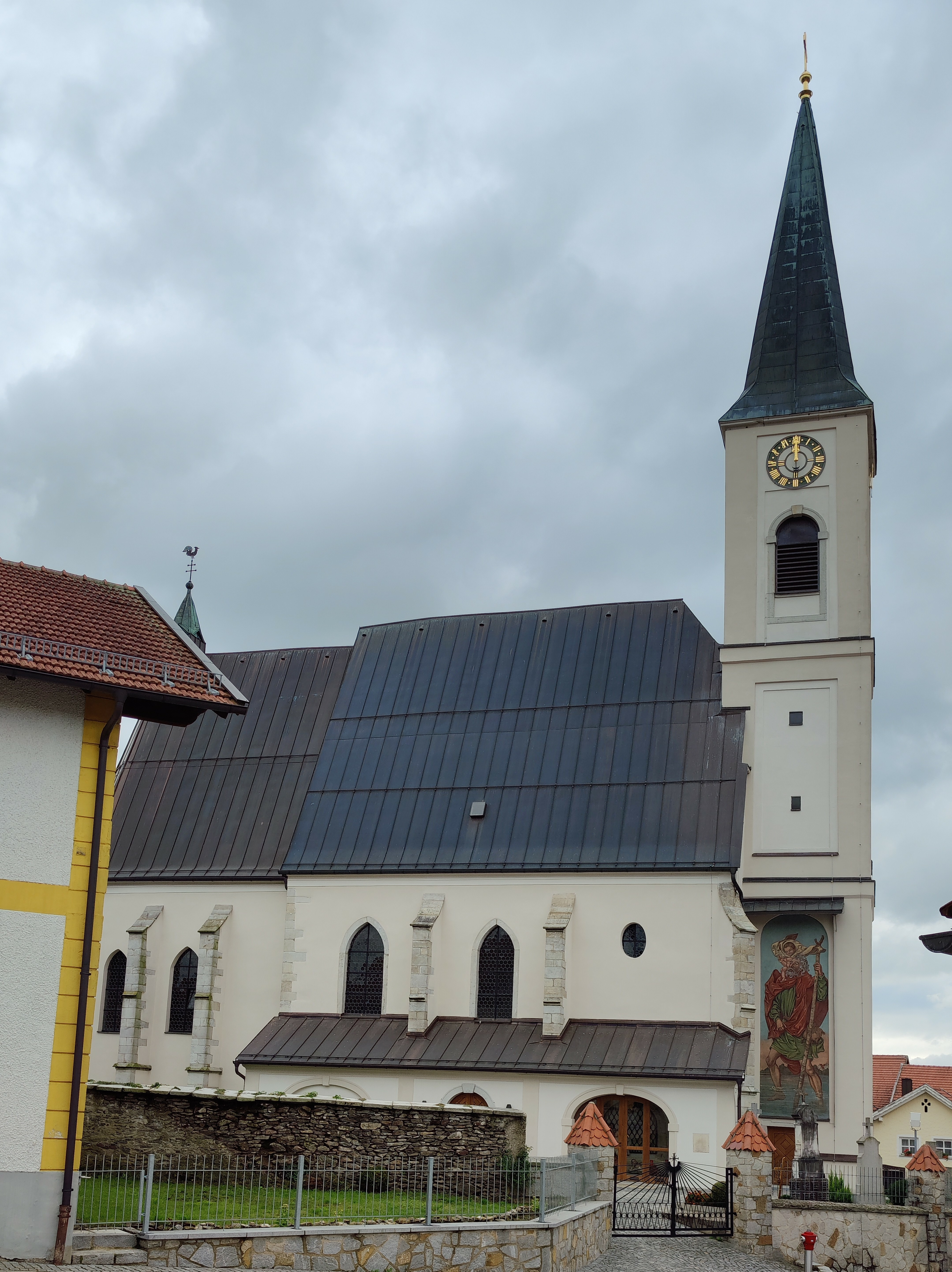
St. Jakobus (Gottsdorf)

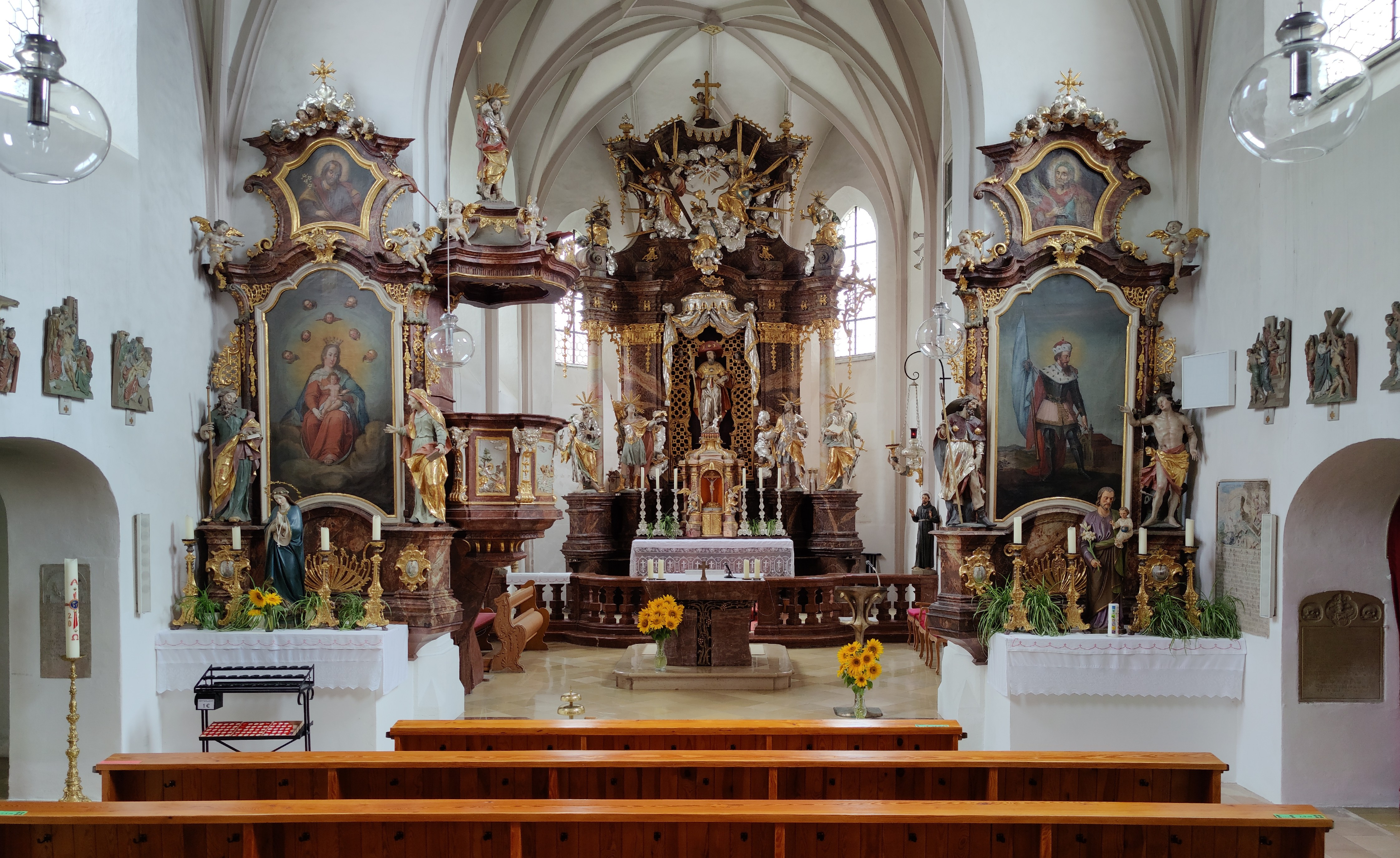
Innenansicht nach Osten

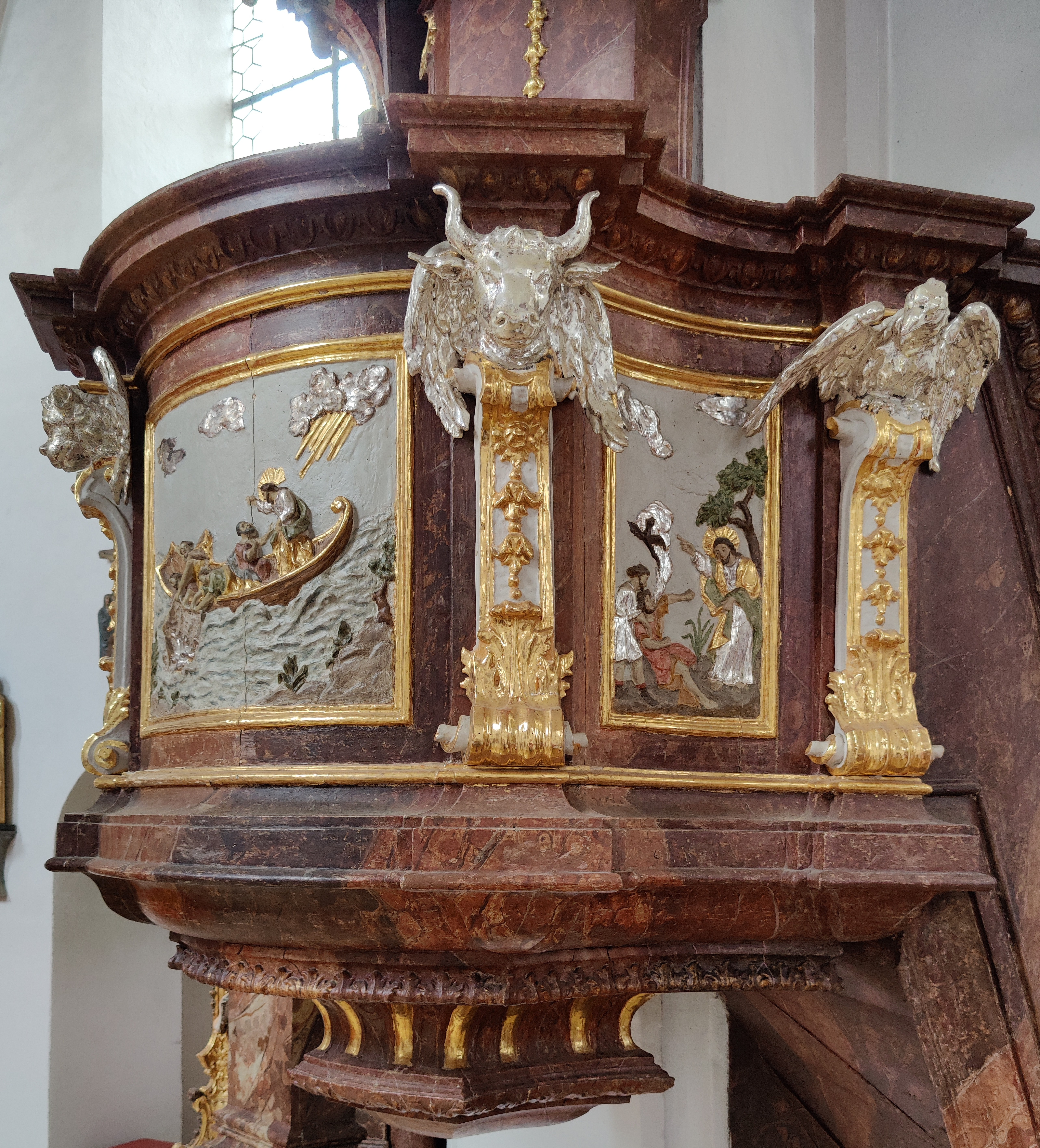
Kanzel

Die römisch-katholische Pfarrkirche St. Jakobus der Ältere ist eine gotische Saalkirche im Ortsteil Gottsdorf von Untergriesbach im niederbayerischen Landkreis Passau. Sie gehört zur Kirchengemeinde St. Jakobus im Pfarrverband Untergriesbach des Bistums Passau.
Kirchenpatron ist Jakobus der Ältere.

## Geschichte und Architektur
Die gotische, dreijochige Saalkirche stammt aus der Mitte des 15. Jahrhunderts. Eine dendrochronologische Datierung eines Dachstuhlbalkens im Chor ergab das Jahr 1441. Im Dachraum am Westgiebel ist die Jahreszahl 1451 angebracht, die vermutlich bei Neubau des Westturms im Jahr 1712 oder danach übertragen wurde. Die Empore ist auf das Jahr 1524 datiert. Das Innere wurde 1987 renoviert.
Die Kirche hat ein dreijochiges Schiff und ist mit einem Gewölbe mit klar ausgeprägten Sternfigurationen abgeschlossen. Der wenig eingezogene Chor mit Fünfachtelschluss mit zwei Jochen und einfacheren Sternfiguren schließt sich an. Die erhaltenen Teile der unterwölbten Westempore sind in den schmuckreichen Formen der ausgehenden Spätgotik gestaltet. In zwei Jochen der Empore sind die Sterngewölbe erhalten. Die durchgesteckten Rippenteile stehen teils frei von der Gewölbeschale ab. Dienste auf fein in der Art von Kerbschnitt gestalteten Rundsockeln nehmen die Gewölberippen auf. Im Jahr 1737 wurde die Empore doppelgeschossig erweitert.

## Ausstattung

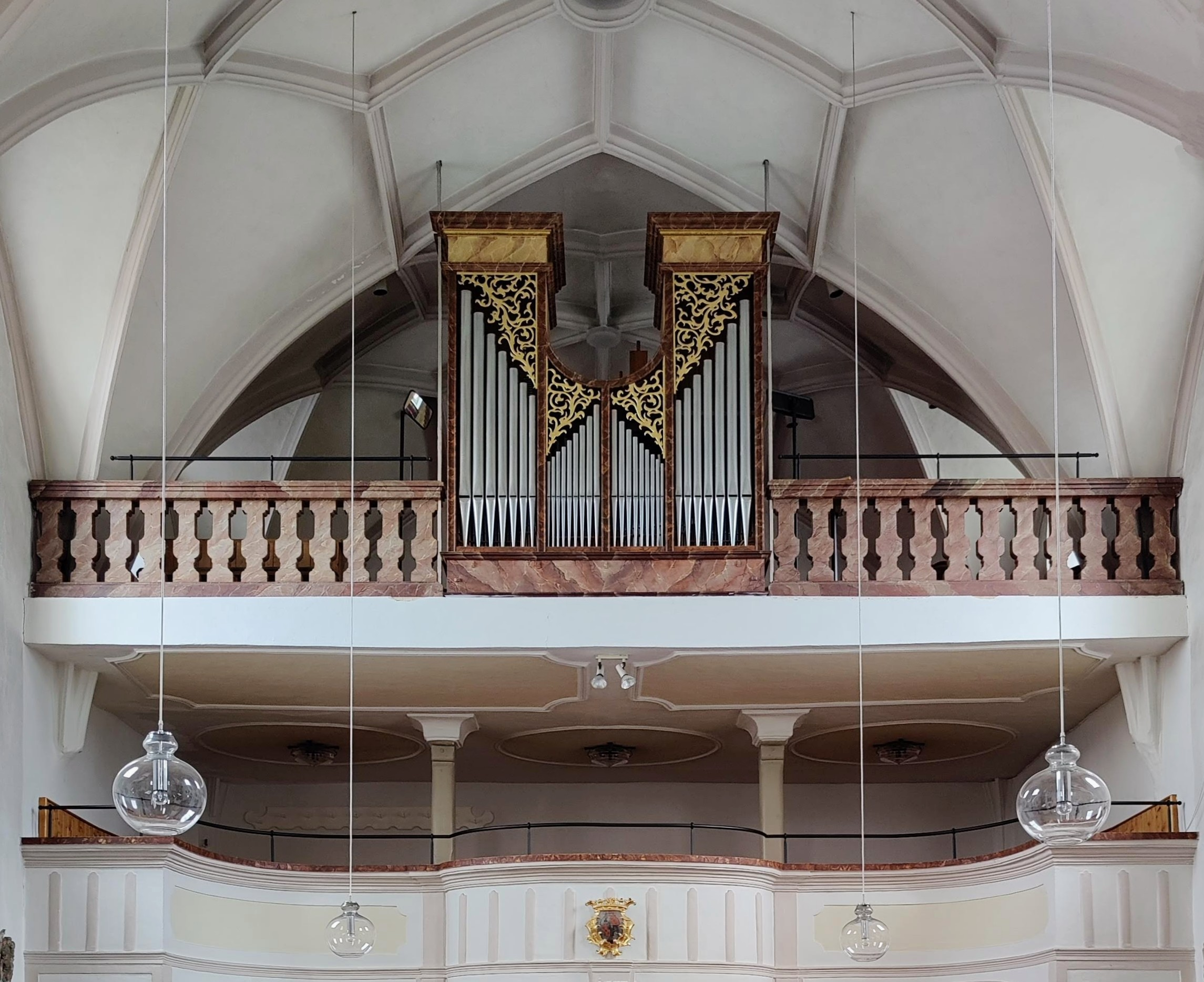
Orgel

Die Altäre wurden (nach der Inschrift auf der Grabplatte aus Kalkstein für den Pfarrvikar Achatius Haas an der Südwand des Schiffes) im Jahr 1737 aufgestellt. Als Bildhauer arbeitete Franz Stadler aus Neufelden, die Gemälde wurden von Michael Purgau aus Linz geschaffen. Gleichzeitig entstand auch die Kanzel. Der Hochaltar ist als Rokoko-Baldachinanlage gestaltet und mit einer kräftigen bräunlichen Scheckmarmorierung versehen, der Baldachinhimmel in der Mittelnische ist silber-golden, die Nische enthält eine Schnitzfigur des heiligen Jakobus des Älteren, die vor der Mitte des 17. Jahrhunderts entstanden ist.
Die farbig gefasste und mit Gold und Silber dekorierte Kanzel ist mit den Symbolen der vier Evangelisten sowie mit Flachreliefs aus dem Leben Jesu ausgestattet. Der mit spielenden Putten ausgestattete Schalldeckel trägt die Figur von Jesus Christus als Guter Hirt mit dem Lamm auf der Schulter. 
Weiter sind mehrere feingearbeitete Rokokofiguren zu erwähnen, welche die Heiligen Petrus und Paulus, Donatus und Florian darstellen. Im durchbrochenen Altarauszug ist eine plastische Gruppe der Marienkrönung dargestellt.
Der Deckel des runden Taufsteins aus rotem Marmor ist mit einer Figur Johannes des Täufers bekrönt. 
Die Orgel ist ein Werk von Ignaz Weise aus dem Jahr 1904 mit sieben Registern auf einem Manual und Pedal.
Das Geläut besteht aus fünf Glocken: die älteste, die Wandlungsglocke aus dem Jahr 1921, drei weitere von 1950 und die jüngste, die Glocke „Jakobus der Ältere“, aus dem Jahr 2016.